# Clovis (Kalifornia)
Clovis város az USA Kalifornia államában, Fresno megyében. Lakosainak száma 120 124 fő (2020. április 1.).

## Népesség
A település népességének változása:

| 2010 | 95 631  |
| 2020 | 120 124 |